# Julius Adams Stratton
Julius Adams Stratton (Seattle, 18 de maio de 1901 — 22 de junho de 1994) foi um engenheiro e educador estadunidense.

## Obras
- Electromagnetic Theory, McGraw Hill 1941
- com Philip Morse, L. J. Chu, R. A. Hutner: Elliptic Cylinder and Spheroidal Wave Functions, 1941
- com Morse, Chu, J. D. C. Little, F. J. Corbato: Spheroidal Wave Functions, 1956
- Science and the Educated Man: Selected Speeches of Julius A. Stratton, MIT PRess 1966